# Flossa (dans)
Flossa eller floss är ett danssteg där personen upprepande svänger sina raka armar, med knutna händer, från sida till sida, ömsom framför, ömsom bakom kroppen samtidigt som man svänger med höfterna från sida till sida. Ursprunget är okänt men det finns dokumenterade exempel ända från oktober 2010. Namnet på danssteget refererar till tandtråd, det vill säga floss på engelska.
Danssteget blev mycket populärt när Katy Perry lät youtubaren Backpack Kid, 15-årige Russell Horning, flossa till Perrys låt Swish Swish på Saturday Night Live i maj 2017 och blev efter detta en trend, bland barn och tonåringar.
Flossa har även dykt upp som en segerdans i datorspelet Fortnite. Den oauktoriserade användningen av dansen i spelet har föranlett stämningar.